# 7.62×39mm

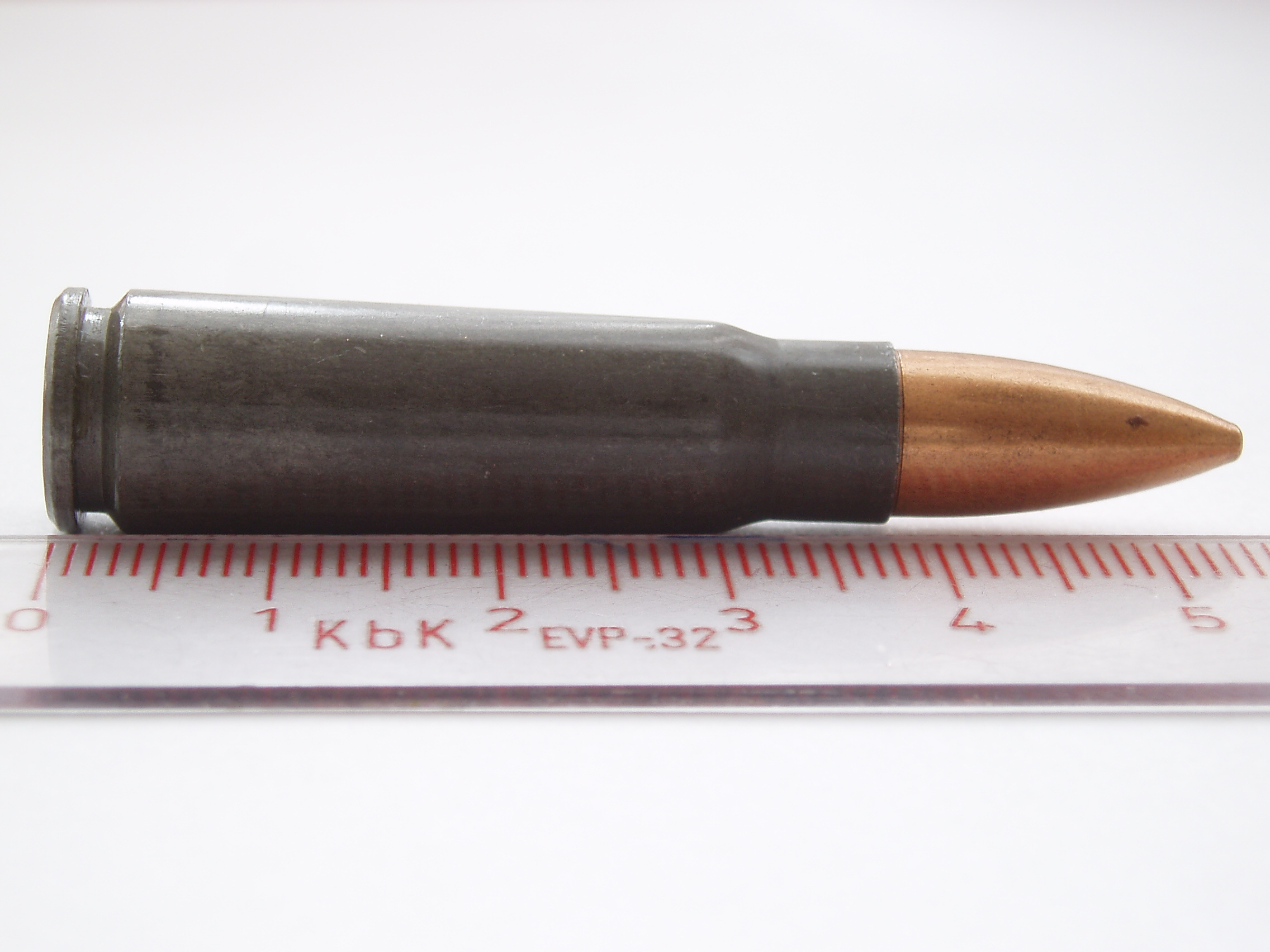
철제 탄피 7.62×39mm FMJ 탄약

7.62×39mm (7.62 소비에트로도 불리며, 이전에는 .30 러시아 쇼트) 탄은 소련에서 개발된 무테 병목형 중간 탄약이다. 이 탄약은 AK-47 소총과 관련 칼라시니코프 소총, SKS 반자동 소총, RPD/RPK 경기관총의 전 세계적인 확산으로 인해 널리 사용된다.
AK-47은 제2차 세계 대전 직후에 설계되었으나, 초기에는 판금 생산에 문제가 있어 이후 AKM으로 개선되었다. 이 무기는 현재 세계에서 가장 널리 퍼진 군용 소총이다. 이 탄약은 1970년대까지 소련의 표준으로 남아있었다. 이후 새로운 AK-74 소총과 함께 도입된 5.45 x 39 mm 탄약으로 소련군에서 부분적으로 대체되었으며, 현대화된 현용 러시아군 AK-74M 제식 소총과 AK-12 소총에서도 계속 사용되고 있다. 21세기에도 7.62×39mm는 AK-15와 같이 새로 개발된 소총을 포함하여 여전히 일반적인 제식 소총 탄약으로 남아있다.

## 역사

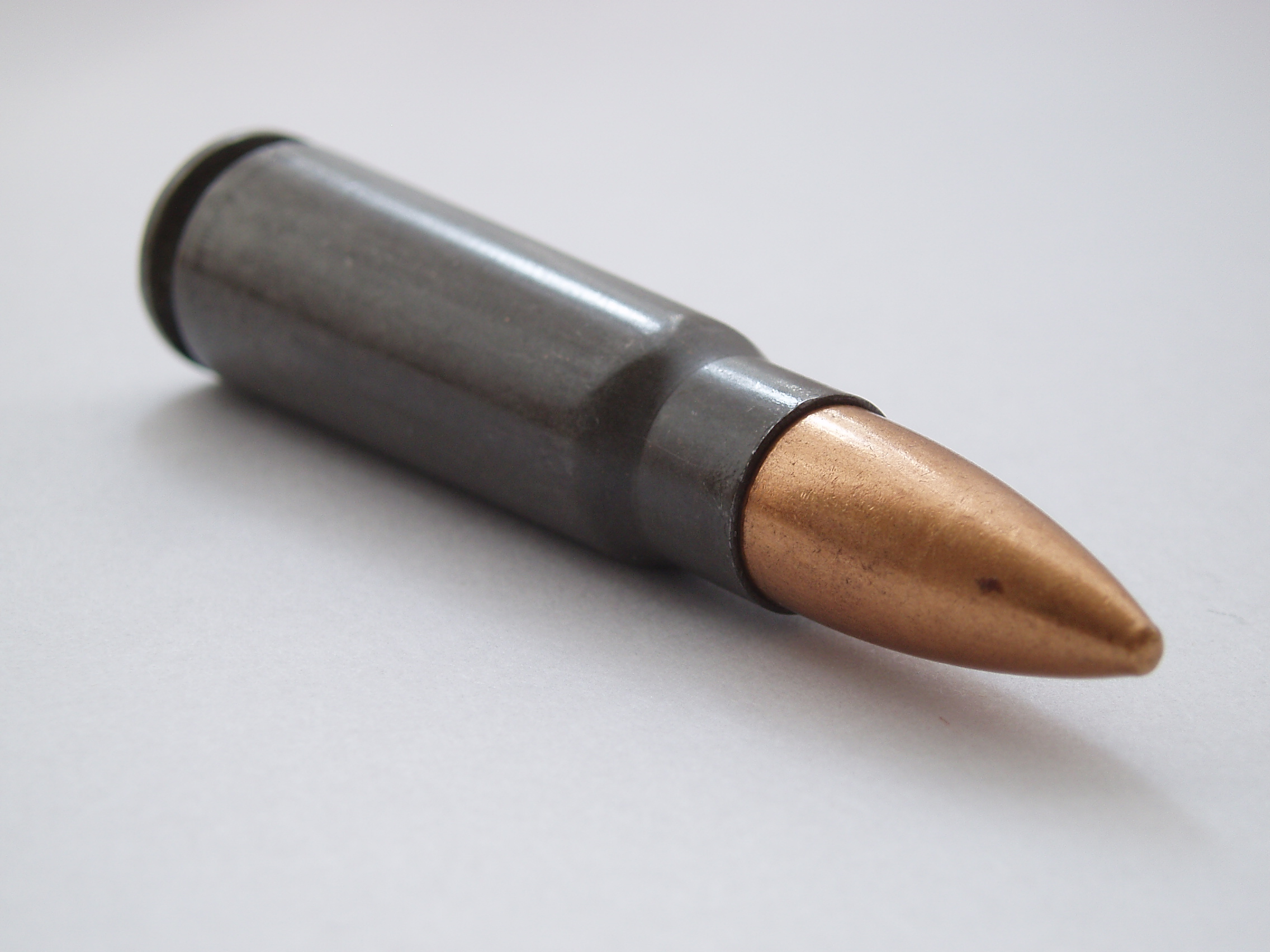
철제 탄피 7.62×39mm FMJ 탄약

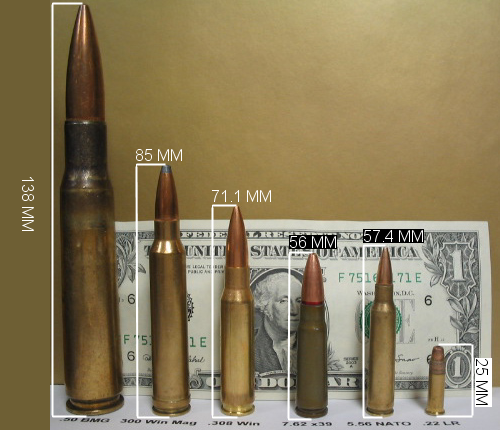
7.62×39mm (왼쪽에서 네 번째) 및 다른 탄약과 함께 표시

1943년 7월 15일, 소련 군수 인민위원회(러시아어: Техсовет Наркомата Вооружения) 기술 평의회가 소련의 중간 탄약 도입을 논의하기 위해 회의를 열었다. 소련의 계획자들은 이 회의에서 새로운 탄약을 반자동 카빈, 선택 사격 소총, 경기관총을 포함한 모든 보병 무기에 사용하기로 결정했다. 소련 중간 탄약 설계 작업은 수석 설계자 N.M. 옐리자로프 (Н.М. Елизаров)가 이끄는 위원회에 맡겨졌으며, P.V. 랴자노프 (П.В. Рязанов), B.V. 세민 (Б.В. Семин), I.T. 멜니코프 (И.Т. Мельников)가 보조했다. 옐리자로프는 표도로프, 토카레프, 시모노프, 샤파긴을 포함한 몇몇 선도적인 무기 설계자들과 긴밀히 협력했다. 이론적으로 약 314개의 탄약 디자인이 고려된 후, 실제로 제작 및 테스트된 8개 모델로 선택이 좁혀졌다. 새로운 탄약 개발 작업의 대부분은 OKB-44에서 진행되었는데, 이 기관은 곧 NII-44로 개명되었고, 1949년 NII-61과 합병되었으며, 1966년에는 TsNIITochMash("정밀 기계 공학 중앙 과학 연구소")와 합병되었다.
새로운 탄약의 첫 번째 변형은 1943년 12월 사거리 시험을 완료한 후 공식적으로 채택되었으며, GRAU 색인 57-N-231이 부여되었다. 이 탄약은 실제로 탄피 길이가 41mm였기 때문에 때로는 7.62×41로 불리기도 한다. 이 탄약에 들어있는 탄두는 길이가 22.8mm였고 전체가 납으로 된 코어를 가지고 있었다. 이 탄두는 나중에 나온 7.62×39 탄두보다 다소 뭉툭한 모양을 가지고 있었는데, 최대 반경은 탄두 끝에서 13.01mm 후에 도달했으며 보트 테일이 없었다. 추가적인 개선 후, 이 탄약의 시험 생산 시리즈는 1944년 3월에 시작되었다.
1947년부터 더 상세한 시험 결과가 나오기 시작하면서, 탄약의 정확도와 관통력을 향상시키기 위해 울랴노프스크 기계 제조 공장에서 탄약이 수정되었다. 처음에는 보트 테일이 생략되었는데, 소련 설계자들은 보트 테일이 탄두가 아음속이 되는 장거리에서만 차이를 만들 것이라고 (잘못) 가정했고, 이 거리에서 중간 탄약의 정확도는 중요하지 않다고 간주했기 때문이다. 그러나 추가 시험 결과 보트 테일은 탄두가 여전히 초음속인 단거리에서도 정확도를 향상시키는 것으로 나타났다. 보트 테일을 추가한 후 탄두의 전체 질량을 유지하기 위해 탄두의 오자이브형 머리 부분도 길어져 탄두가 전체적으로 더욱 유선형이 되었다. 최대 반경은 이제 끝에서 약 15.95mm 지점에서 도달했으며 탄두의 전체 길이는 26.8mm로 증가했다. 탄약의 전체 길이를 유지하기 위해 탄피 슬리브는 38.7mm로 단축되었다 (반올림하여 일반적으로 7.62×39로 불린다). 또한, 새로운 탄두는 저탄소강으로 감싼 납으로 된 코어를 가지고 있었다. 저탄소(연강)강의 사용은 주로 탄두 파편화 고려 사항보다는 7.62 × 25 mm 토카레프 탄약을 제조하던 일부 산업 장비를 재사용하려는 욕구에 의해 주도되었다. 이 탄두는 "7.62 PS" (7.62 ПС)라는 약어가 부여되었다. "S"는 처음에는 "대체물" (суррогатированная, surrogatirovannaya)을 의미했지만, 나중에는 코어 부피의 약 50%를 차지하는 코어의 강철 구성 요소 (стальной, stal'noy)를 지칭하는 것으로 사용되었다. PS 탄두를 장착한 7.62×39 탄약은 1947년 중반 GAU의 모든 반대를 마침내 극복하고, 대량 생산 명령을 받고 57-N-231S라는 색인을 부여받았다. 1947년 12월 16일부터 1948년 1월 11일까지 NIPSVO에서 이 탄약과 새로운 AK-47 시제품에 대한 현장 시험이 수행되었다.
소련이 최종적으로 선택한 디자인은 후기 독일 슈트름게베어에 사용된 폴테 탄환보다는 Vollmer M35에 사용된 GECO 탄약과 더 많은 치수적 유사성을 가지고 있다. C. J. 치버스를 포함한 일부 저자들은 1940년 히틀러가 많은 소련 엔지니어들에게 다양한 독일 군수 공장을 방문하도록 허용했을 때 소련이 GECO와 폴머의 작업에 접근할 수 있었을 것이라고 추측했다. 그러나 앤서니 G. 윌리엄스는 소련 M43 탄환이 당시 존재했던 어떤 독일 탄환의 복사본이라는 생각을 일축할 수 있을 정도로 너무나 달랐다고 주장한다.
57-N-231S 탄약은 "이중 금속" (강철과 구리) 탄피를 사용했다. 1960년대 초반에는 "래커 처리된" 강철 탄피가 도입되었고, 새로운 탄약에는 처음에는 57-N-231SL이라는 명칭이 부여되었다. 용어를 단순화하려는 노력의 일환으로, 얼마 후 57-N-231 명칭은 탄피 재질에 관계없이 모든 강철 코어 7.62×39 소련 탄약을 지칭하는 데 재활용되었다.
1950년대 중반, 현재 NII-61에서 일하고 있던 옐리자로프 팀은 7.62×39 탄약을 위한 특수 아음속 탄두를 개발했다. 이는 1962년에 채택되었으며, 군대 명칭 "7.62 US" (US는 уменьшенной скоростью를 의미하며 "감속"을 뜻함)와 GRAU 색인 57-N-231U가 부여되었다. 아음속 탄두는 PS 탄두보다 상당히 길고 (33.62 mm) 무거웠으며 (12.5 g), 또한 다른 비적층형 코어 구조를 가지고 있었다. 머리 부분의 코어는 전체가 공구강으로 만들어졌고, 그 다음 섹션은 전체가 납으로 만들어졌다. 아음속 탄두는 또한 최대 직경이 7.94 mm로, 다른 모든 7.62×39 탄두의 최대 직경인 7.91 mm에 비해 더 크다. 납 코어 섹션의 더 큰 직경은 강선 홈에 더 잘 맞물려 총신에 더 단단히 장착되도록 의도되었다. 7.62 아음속 탄약은 PBS-1 소음기가 장착된 AK-47형 소총에서 발사하도록 고안되었으며, 약 285–300 m/s의 총구 속도를 냈다. 식별을 위해 이 탄약은 일반적으로 탄두 끝이 검은색으로 칠해져 있고 그 아래에 녹색 띠가 있다.
1989년 이후, 일반 (PS) 러시아 탄두는 더 높은 탄소 농도의 강철 코어로 제조되었고 열처리를 거쳤다. 이 변화는 탄두의 관통력을 1.5~2배 향상시켰다. 이 탄두들은 제조 연도 외에는 이전의 더 부드러운 PS 탄두들과 외부적으로 구별할 수 없다. 거의 같은 시기에, 공구강은 정상 속도 7.62×39 탄두에 채택되었다. BP라고 불리는 이 탄두는 1980년대와 1990년대에 개발되었다. 2002년에 "7.62 BP"라는 제식 명칭과 GRAU 명칭 7N23으로 공식적으로 러시아군에 채택되었다. BP 탄두는 PS 탄두의 세 배 이상의 관통력을 달성한다고 주장된다. 이는 250미터 미만의 거리에서 러시아 방탄 조끼 6B5를 관통할 수 있다. BP 탄약은 탄두 끝이 검은색으로 칠해져 있다. BP 탄두 자체는 PS 탄두에 비해 약간 길지만 (27.4mm), 무게는 7.9g으로 동일하다.
새로운 탄약 개발을 결정한 1943년 회의에서, 소련의 계획자들은 반자동 카빈, 완전 자동 소총, 경기관총을 포함한 다양한 신형 소화기가 이 탄약을 사용해야 한다고 결정했다. 이 새로운 무기들에 대한 설계 경쟁은 1944년에 본격적으로 시작되었다.

## 변형

### M43

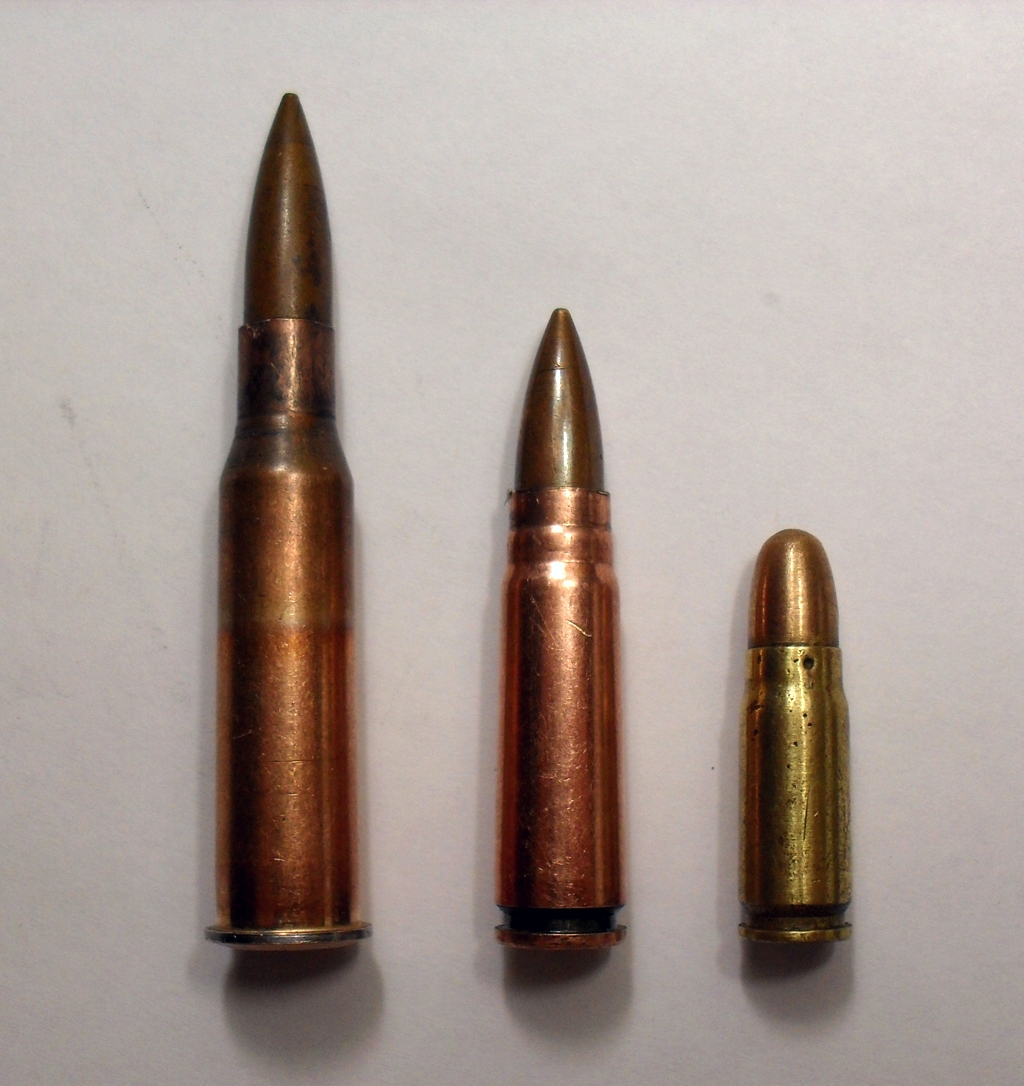
왼쪽에서 오른쪽으로: 7.62×54mmR, 7.62×39mm, 7.62 × 25 mm 토카레프

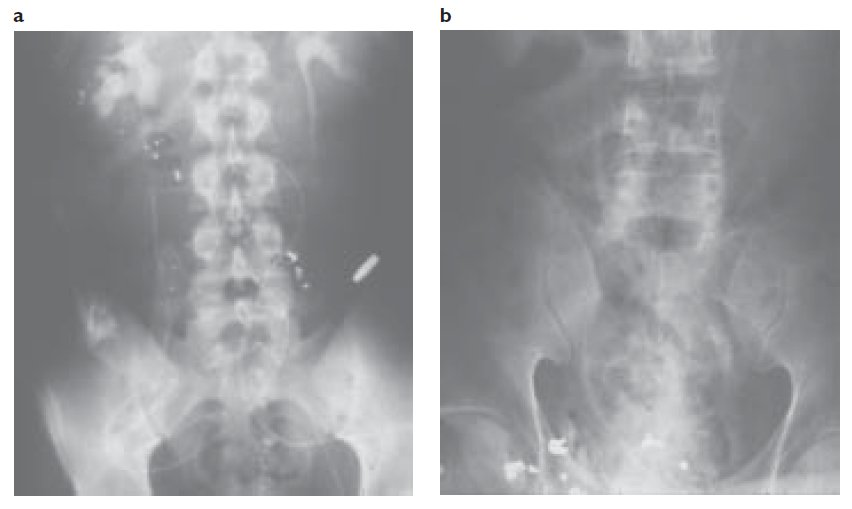
베트남 전쟁 중 미군 병사의 7.62×39mm 총상

오리지널 소련 M43 탄두는 구리 도금 강철 재킷, 큰 강철 코어, 그리고 코어와 재킷 사이에 약간의 납을 포함하는 123 그레인의 보트 테일 탄두이다. 탄약 자체는 탄두를 장전하고 화약 추진제를 포함하는 베르단 뇌관이 장착된, 매우 가늘고 긴 (보통 강철) 탄피로 구성된다. 테이퍼는 탄약이 완전히 장전될 때까지 약실 벽과의 접촉이 거의 없기 때문에 탄약을 매우 쉽게 장전하고 추출할 수 있게 한다. 이 테이퍼 때문에 AK-47은 특징적인 곡선형 탄창을 갖게 된다 (AK-47을 훨씬 더 곧은 탄창을 사용하는 AK-74와 구별하는 데 도움이 된다). 탄두 디자인은 몇 차례 재설계를 거쳤지만, 탄약 자체는 크게 변하지 않았다. M1943 패턴 완전 금속피갑탄 보트 탄두의 탄도계수 (G7 BC)는 0.138이다.
M43 탄환의 완전한 단단함은 유일한 단점인, 조직을 통과할 때에도 매우 안정적이라는 점을 유발한다. 이 탄환은 거의 26 cm (10 in)의 조직을 통과한 후에야 요잉을 시작한다. 이는 발사체의 잠재적 상해 효과를 크게 감소시킨다.

### Type 56: 중국 연강 코어
중국 (타입 56) 군용 탄약 (1956년 개발)은 연강 코어(MSC)와 구리 도금 강철 재킷을 가진 M43 스타일 탄약이다.
1956년, 중국은 자체적인 7.62×39mm 돌격소총을 개발했으며, 이 역시 56식으로 지정되었다. 이것은 소련 설계의 AK-47 (특히 3식 및 AKM) 돌격소총의 변형이다. 1956년 국영 공장 66에서 생산이 시작되었으나, 결국 주로 수출용으로 계속 소총을 제조하는 노린코로 이관되었다. 노린코는 56식 소총용 7.62×39mm 탄약을 개발 및 생산했다. 중국 탄약 (및 다른 모든 M43 탄약)은 현재 미국 연방 법률에 따라 이 탄환이 방탄 핸드건 탄환으로 분류되기 때문에 미국으로의 수입이 금지되어 있다. 이 분류는 갑옷 관통 능력의 경험적 능력보다는 재료 및 탄환 설계에 기반한다.

### 칼. 7.62mm×38 "더치"
1950년대 후반 서독은 중간 제식 탄약(Mittelpatrone) 개념을 연구하고 있었다. 탄도 연구의 일환으로 서독 정부는 7.62mm M43 탄환의 역설계 복제품 제작을 의뢰했다. 이는 그들이 동독 국가인민군 탈영병들로부터 얻은 SKS 소총과 RPD 경기관총에 사용하기 위해 제작되었다. 네덜란드 회사인 Nederlandsche Wapen-en Munitiefabriek (NWM)는 1958년에 탄약 제작 계약을 맺었다. 포획된 샘플을 기반으로 한 사양은 1958년 4월에 작성되었고 생산은 1959년에 시작되었다.
두 가지 다른 탄약이 의뢰되었다. 첫 번째는 납 코어 탄두(Weichkern, 즉 "연성 코어")에 금속 도금 재킷이 있는 것이었다. 일반적인 팁과 뇌관 주위에 붉은색 래커가 있어 표준 탄환임을 나타냈다. 다른 하나는 연강 코어와 금속 도금 재킷을 가진 철갑탄(Eisenkern, 즉 "철 코어")이었다. 뇌관 주위에 검은색 래커가 있어 철갑탄임을 나타냈다. (초기 탄환은 포장지에 Pantser (네덜란드어: "갑옷", 즉 철갑탄)라고 표시되어 있었고 NATO 표준 표시에 따라 검은색 래커 팁이 있었다). 황동 탄피는 길이가 38.36에서 38.7mm 사이여야 했으므로, 이 탄약은 "7.62×38mm"로 지정되었다. 이것은 kugelpulver (네덜란드어/독일어: "구상 화약")으로 장전되었고 비부식성 시녹사이드 뇌관을 사용했다. 헤드스탬프에는 12시 방향에 미터법 지정(7.62×38mm), 4시 방향에 두 자리 연도, 8시 방향에 계약자(NWM)가 새겨져 있었다.
그것들은 25발들이 카톤에 포장되었다. 초기 카톤은 일반 흰색 라벨에 네덜란드어로 검은색 글씨로 표시되었다. 후기 카톤은 독일어로 표시되었으며 유색 테두리(일반 탄환은 붉은색 테두리, 철갑탄은 검은색 테두리)가 있었다.

### M67
1960년대 유고슬라비아는 M43보다 우수한 상해 효과, 속도 및 정확도를 가진 탄약을 생산하기 위해 새로운 탄두 디자인을 실험했다. M67 탄두는 M43보다 짧고 바닥이 평평하다. 이는 주로 연강 인서트의 제거 때문이다. 이는 M43에 비해 무게 중심을 뒤로 이동시키는 부작용을 일으킨다. 이를 통해 탄두는 조직 내에서 약 17 cm (6.7 in) 더 일찍 불안정해진다. 이는 효과적인 상처 외상을 유발할 가능성이 있는 깊이에서 한 쌍의 큰 신장성 공동을 생성한다. 일시적인 신장성 공동이 출구 부위의 피부와 교차할 때 더 큰 출구 상처가 발생하며, 이는 치유하는 데 더 오랜 시간이 걸린다. 또한, 신장성 공동이 간과 같은 단단한 장기와 교차하면 해당 장기에 손상을 일으킨다. 그러나 M67의 상해 잠재력은 주로 탄두 자체로 인한 작은 영구 상처 통로에 국한되며, 특히 탄두가 회전하지 않을 때 더욱 그렇다.

### 상업용 탄약
울프 탄약 브랜드명으로 판매되는 상업용 러시아산 7.62×39mm 탄약은 완전 금속피갑탄 (FMJ), 소프트 포인트 (SP) 및 중공탄 (HP) 종류로도 구매할 수 있다. SP 탄두는 향상된 팽창을 제공한다.
어드밴스드 아머먼트 컴퍼니(Advanced Armament Company) 브랜드명으로 제작 및 판매되는 상업용 미국산 7.62×39mm 비부식성 강철 탄피 탄약은 완전 금속피갑탄 (FMJ) 및 검은색 팁 변형으로도 구매할 수 있다.
상업용 탄약은 탄두 구성, 특히 연강이나 공구강 대신 납을 많이 사용하는 점에서 대부분의 군용 탄약과 다르다.

## 탄약 치수
7.62×39mm는 2.31 mL (35.6 gr H2O)의 탄피 용량을 가지고 있다.

7.62×39mm 최대 C.I.P. 탄약 치수. 모든 크기는 밀리미터(mm) 단위이다.

미국인들은 숄더 각도를 알파/2 ≈ 16.4도로 정의한다. 이 탄약에 대한 일반적인 강선 회전률은 240mm (1인치당 9.45인치), 4개의 홈, 홈 지름 = 7.62 밀리미터 (0.300 in), 홈 지름 = 7.92 밀리미터 (0.312 in), 랜드 폭 = 3.81 밀리미터 (0.150 in)이며, 뇌관 유형은 일반적으로 대형 소총용이며, 상업용 레밍턴/UMC 황동은 소형 소총 뇌관을 사용한다는 점이 예외이다.
공식 C.I.P.(프랑스어: Commission Internationale Permanente pour l'Epreuve des Armes à Feu Portatives) 규정에 따르면 7.62×39mm는 최대 355.00 MPa (51,488 psi)의 최대 압력을 견딜 수 있다. C.I.P. 규제 국가에서는 소비자 판매 인증을 위해 모든 소총 탄약 조합이 이 최대 C.I.P. 압력의 125%로 시험되어야 한다. 이는 C.I.P. 규제 국가의 7.62×39mm 총기들이 현재 (2015년) 444.00 MPa (64,397 psi)의 PE 압력으로 시험을 거친다는 것을 의미한다.
이 탄약에 대한 SAAMI 최대 평균 압력 (MAP)은 45,000 psi (310.26 MPa)의 피에조 압력이다.

## 21세기 러시아군 제식 탄약의 기본 사양

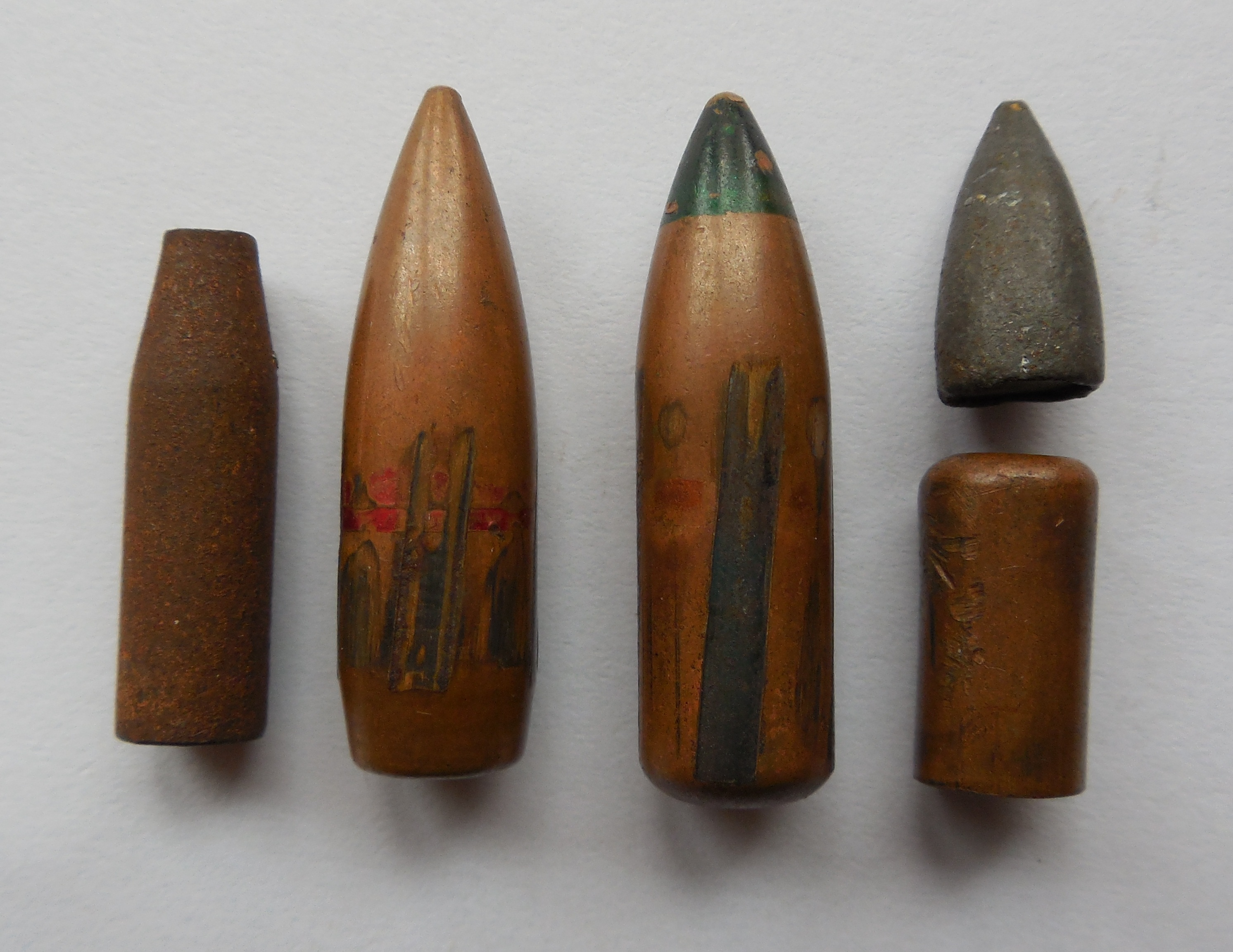
왼쪽에서 오른쪽으로: 강철 코어, 57-N-231 표준 AK 군용 강철 코어 탄두, 녹색 팁 57-N-231P 예광탄, 예광탄 컵(아래가 열려 있고 구리 도금 강철로 제작됨) 및 납 팁. 두 탄두의 재킷은 모두 구리 도금 강철이다.

러시아 연방군에서 사용되는 7.62×39mm 탄약은 AKM 돌격소총과 AK 기반 경기관총을 위해 설계되었다. 2003년 기준으로 다양한 목적으로 생산된 여러 7.62×39mm 변형이 있었다. 이들 모두는 케이스 재료로 클래드 금속을 사용한다.
57-N-231 일반 강철 코어 탄두는 인원 및 무기 체계를 공격하도록 설계되었다. 탄두는 강철 코어를 가지고 있으며, 약 0.304의 탄도계수 (G1 BC)와 약 0.152의 (G7 BC)를 가진다. 팁에는 구별되는 색상이 없다. 이 탄두는 300 m (328 yd) 거리에서 두께 6 mm (0.2 in)의 St3 강판을 관통할 수 있으며, 30 m (33 yd) 거리에서 6Zh85T 방탄복을 관통할 수 있다.
2002년에 도입된 7N23 철갑탄은 3.6g (55.6 그레인)의 날카로운 강철 관통자로 U12A 강철로 만들어졌으며, 재킷 분리를 위해 코에는 부드러운 납 마개가 있다. 탄두는 검은색 팁을 가지고 있다.
57-N-231P는 사격 조절 및 표적 지정을 위해 설계된 예광탄이다. 탄두는 녹색 팁을 가지고 있으며 예광체가 800 m (875 yd) 동안 발화한다. 57-T-231PM1은 총구에서 50 m (55 yd) 지점에서 시작하여 850 m (930 yd) 동안 발화하는 개선된 예광탄이다.
| 탄약 명칭                             | 57-N-231               | 57-N-231P (예광탄)     | 57-T-231PM1 (예광탄)   |
| ------------------------------------- | ---------------------- | ---------------------- | ---------------------- |
| 탄약 무게                             | 16.3 g (252 gr)        | 16.1 g (248 gr)        | 16.05 g (248 gr)       |
| 탄두 무게                             | 7.9 g (121.9 gr)       | 7.57 g (116.8 gr)      | 7.55 g (116.5 gr)      |
| 총구 속도                             | 718 m/s (2,356 ft/s)   | 718 m/s (2,356 ft/s)   | 718 m/s (2,356 ft/s)   |
| 총구 에너지                           | 2,036 J (1,502 ft·lbf) | 1,951 J (1,439 ft·lbf) | 1,946 J (1,435 ft·lbf) |
| 사격 정확도 300 m (328 yd)에서 R50[A] | 75 mm (3.0 in)         | 140 mm (5.5 in)        | 140 mm (5.5 in)        |

A 300 m (328 yd)에서 R50은 언급된 직경의 원 안에 50%의 탄착군이 모두 300 m (328 yd) 지점에 들어간다는 것을 의미한다.

B 군용 7.62×39mm 탄약은 −50 to 50 °C (−58 to 122 °F)의 온도 범위에서 잘 작동하도록 시험되어, 추운 극지방이나 더운 사막 조건에서도 유용성을 입증한다.

## 사냥 및 스포츠 용도
대략 1990년부터 7.62×39mm 탄약은 흰꼬리사슴 크기까지의 사냥감을 잡는 데 미국에서 사냥용 무기로 사용되었는데, 이는 .30-30 윈체스터 탄약보다 약간 덜 강력하며 유사한 탄도 프로파일을 가지고 있기 때문이다. SKS 및 AK-47 복제품과 변형을 포함하여 이 구경으로 수입된 수많은 반자동 소총이 판매된다. 루마니아는 스포츠 시장을 위해 설계된 7.62×39mm AK 스타일의 WASR-10 현대 스포츠 소총을 생산한다. 군용 잉여 탄약의 저렴한 비용과 높은 가용성은 많은 민간 사냥꾼, 플링커, 표적 및 메탈릭 실루엣 사수에게 이 탄약을 매력적으로 만든다.
또한, 여러 AR-15 제조사들은 7.62×39mm 옵션을 생산했다. 현재 및 과거 회사로는 AR-스토너, 아말라이트, 콜트, 록 리버 암스, 올림픽 암스, DPMS 팬서 암스, 델-톤 Inc, 모델원 세일즈 등이 있다. 맞춤형 제작 및 변환 키트도 사용할 수 있다. 다양한 제조사의 광범위한 가용성과 저렴한 탄약은 다른 5.56×45mm 대안에 비해 운영 비용을 훨씬 낮춘다. 변환에는 새로운 볼트, 공이, 추출기, 총열 및 탄창이 포함된다. 2014년 12월 1일, CMMG는 Mk47 뮤턴트 (나중에 레졸루트 라인으로 재브랜딩) 소총을 7.62×39mm 구경으로 출시했으며, AR10 볼트를 잘라 사용했다.
루거는 인기 있는 루거 Mini-14 소총의 7.62×39mm 버전인 루거 미니 서티를 생산한다. 2017년, 루거는 아메리칸 라이플 모델의 7.62×39mm 버전을 생산하기 시작했다. 또한 이 구경의 M77 볼트 액션 소총 변형도 제공했다.
레밍턴 암스는 2006년에 7.62×39mm 구경의 소형 모델 799 미니 마우저 볼트액션 소총을 광고했다. 마우저 액션은 게베어 98 모델 소총의 액션을 모방한 것이다. CZ-USA는 7.62×39mm 및 .223 레밍턴 구경의 "마이크로 길이 마우저 스타일" 볼트액션 소총인 CZ 527 카빈을 판매한다.
새비지 암즈는 (대략 2010년-2011년경) 7.62×39mm 구경의 자체 볼트액션 10 FCM 스카우트 소총을 출시했다. SIG SG 516 러시아와 SIG 556R은 모두 7.62×39mm 구경이다. 2016년, 하와이는 7.62×39mm 구경의 볼트액션 소총을 출시했는데, 이는 기존의 Howa M1500 총신 액션을 사용한다. 이 모델은 하와이 미니 액션이라고 불리며, 짧은 중간 탄약을 위해 특별히 설계되었다.

## 갤러리

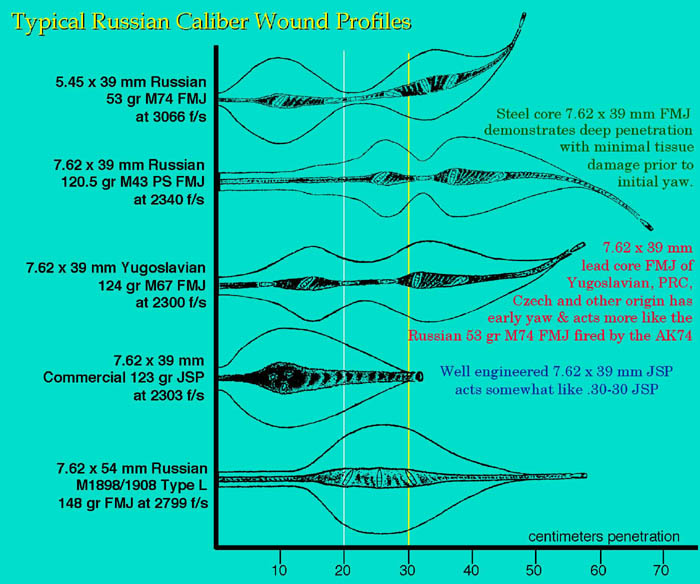
미군을 위해 마틴 팩클러가 수집한 러시아 소화기 탄약의 상처 프로파일
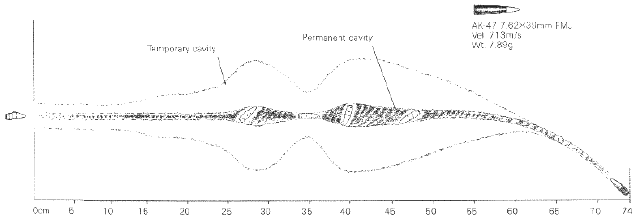
7.62×39mm의 상처 탄도 프로파일
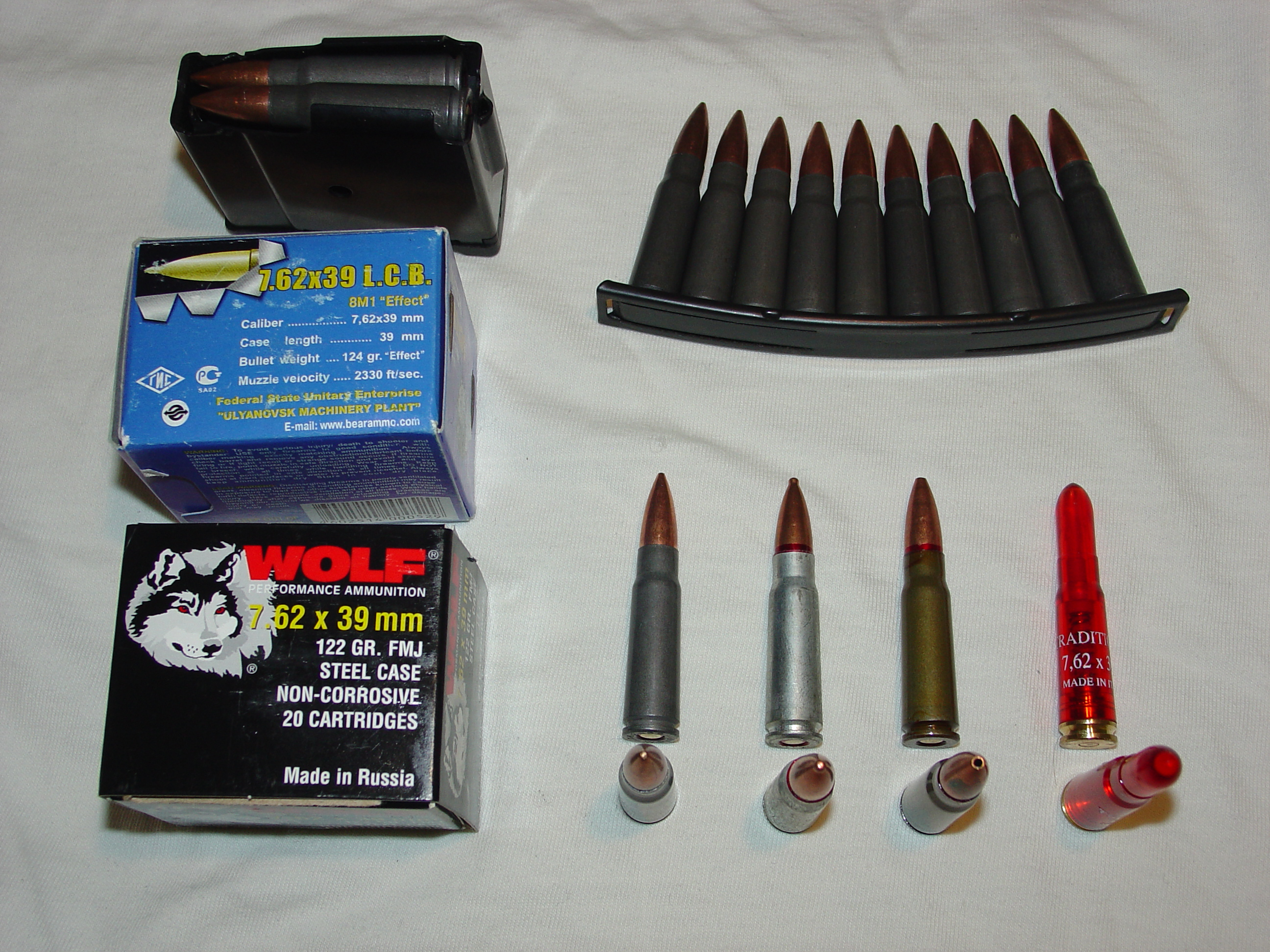
7.62×39mm 탄약 및 스냅 캡
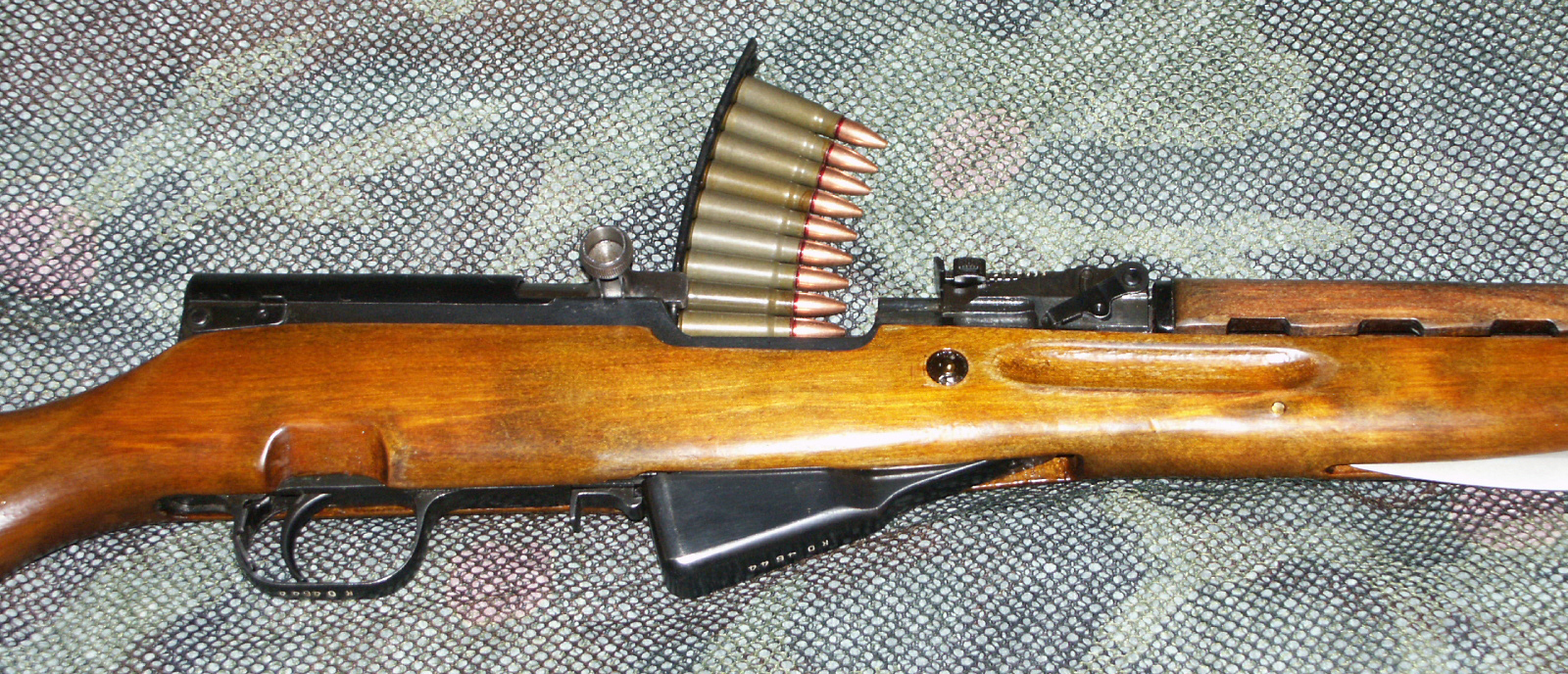
10발 스트리퍼 클립의 7.62×39mm 탄약을 장전한 SKS 소총
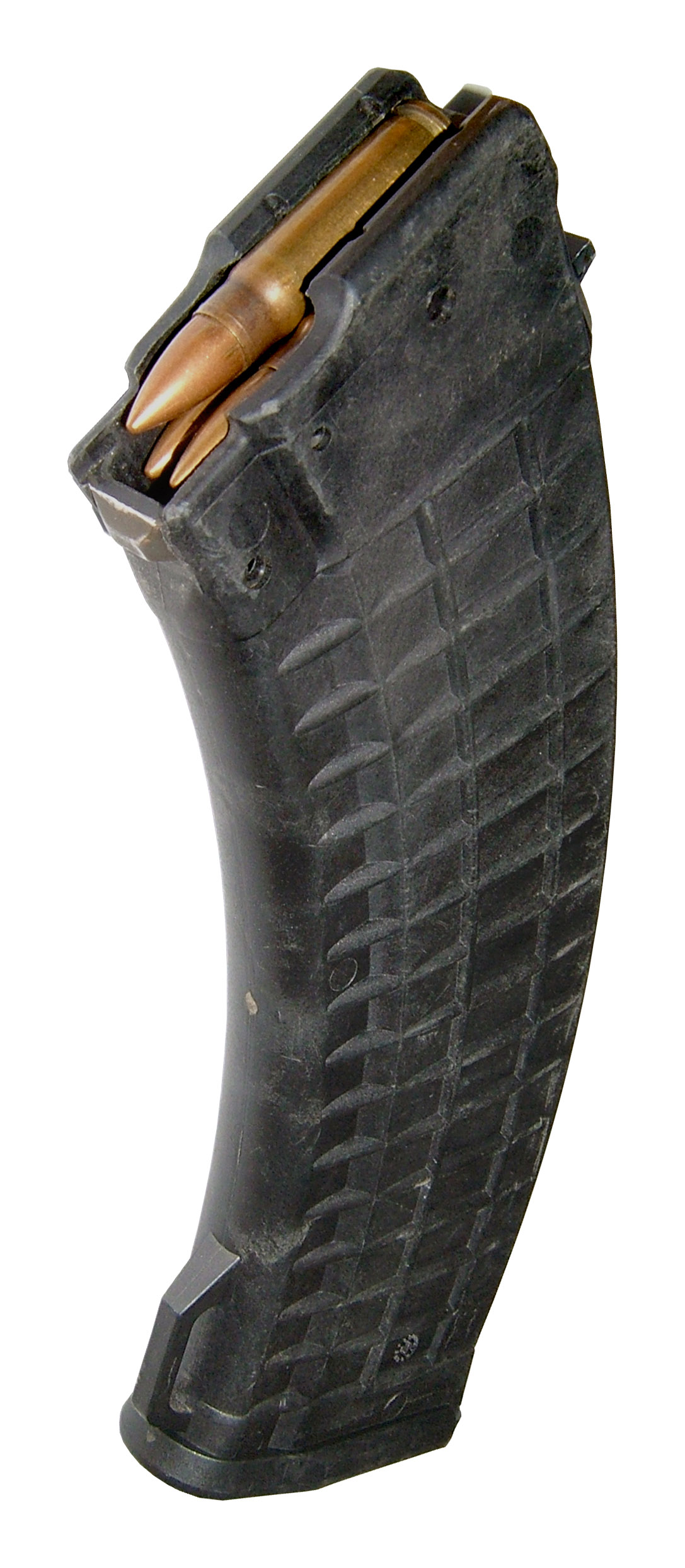
7.62×39mm 탄약을 장전한 핀란드 RK-62 돌격소총 탄창
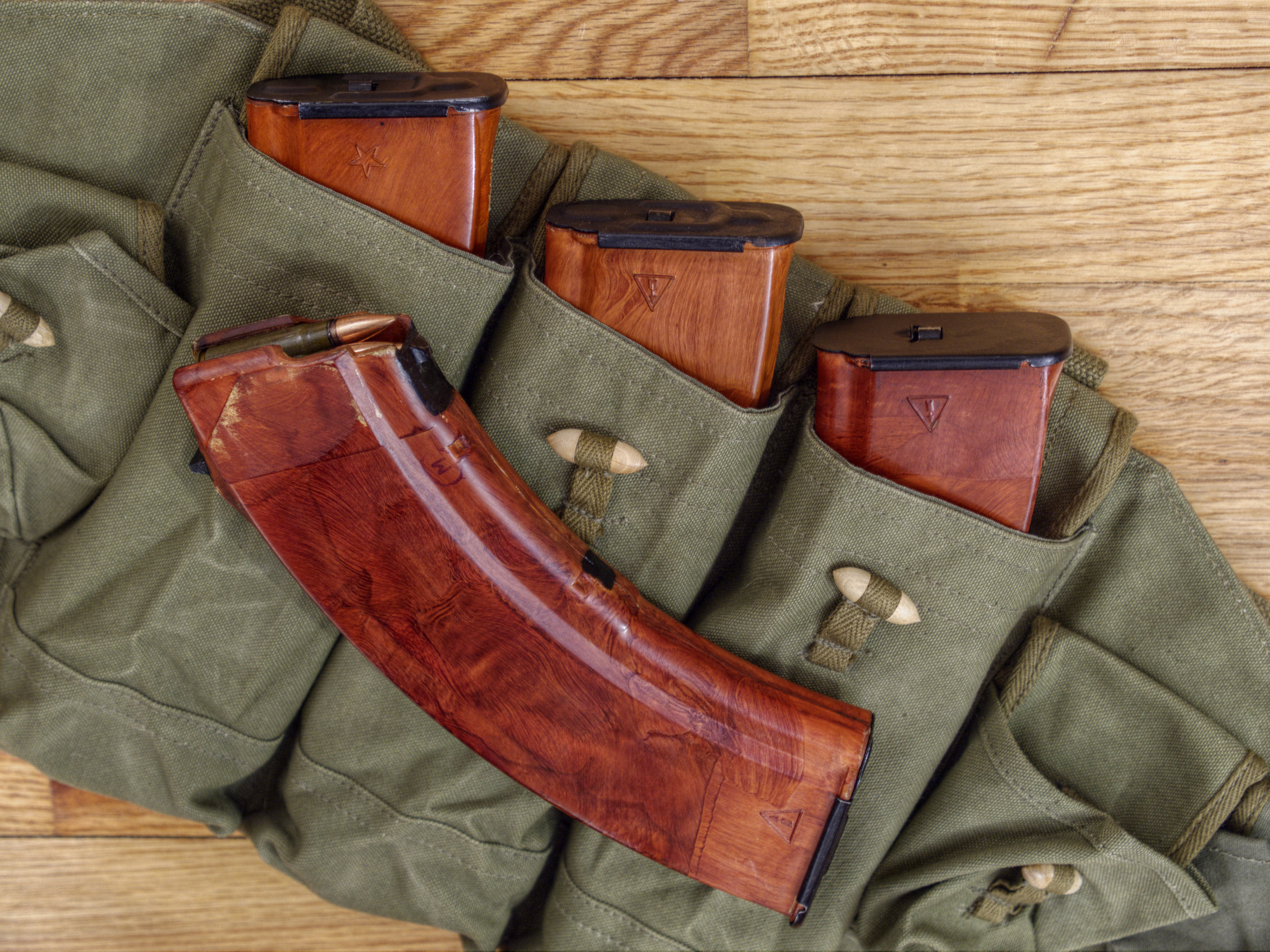
7.62×39mm 탄약을 장전한 "베이클라이트" 폴리머 AK 탄창
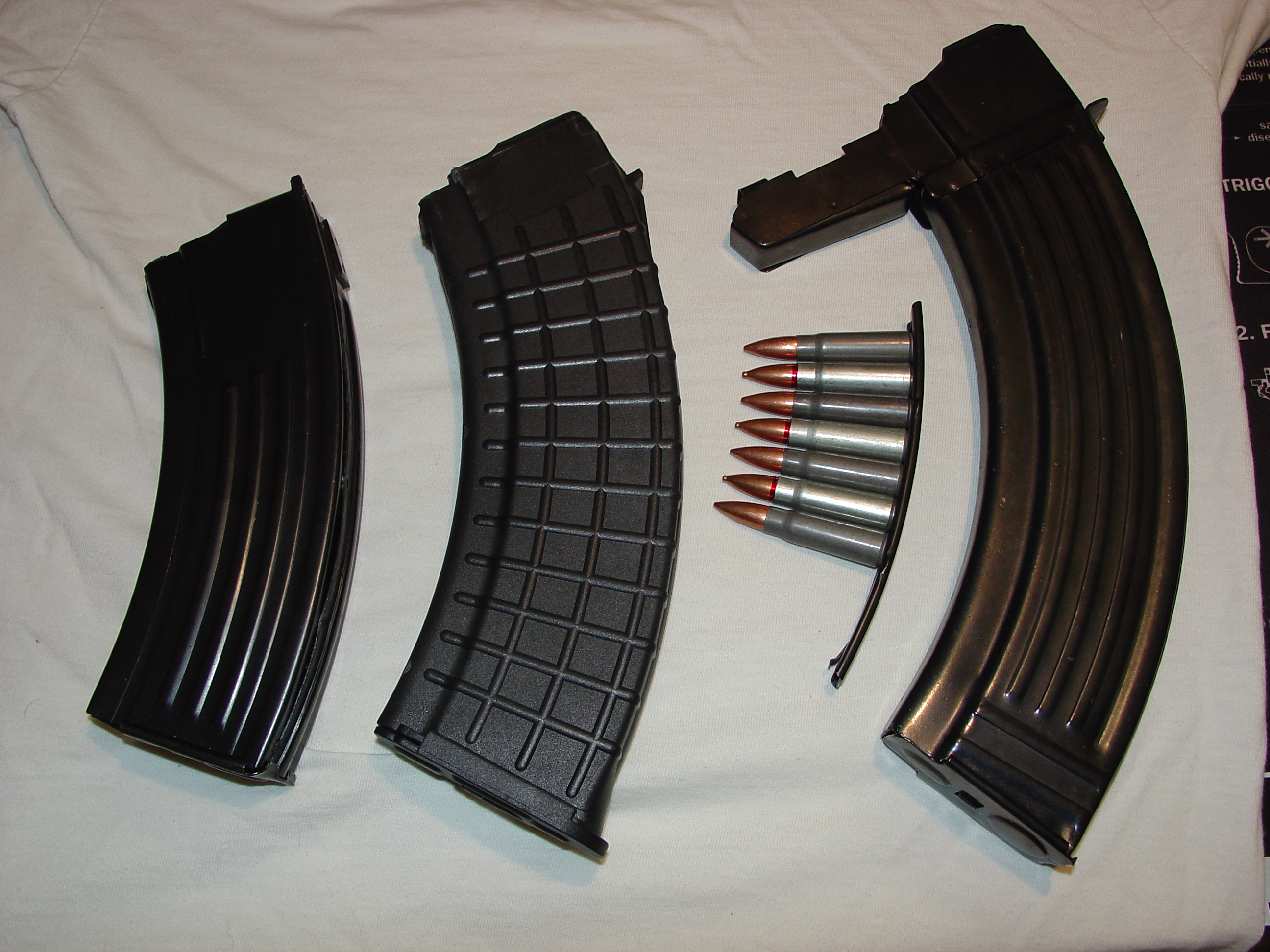
7.62×39mm 탄약을 장전한 세 개의 탄창과 스트리퍼 클립
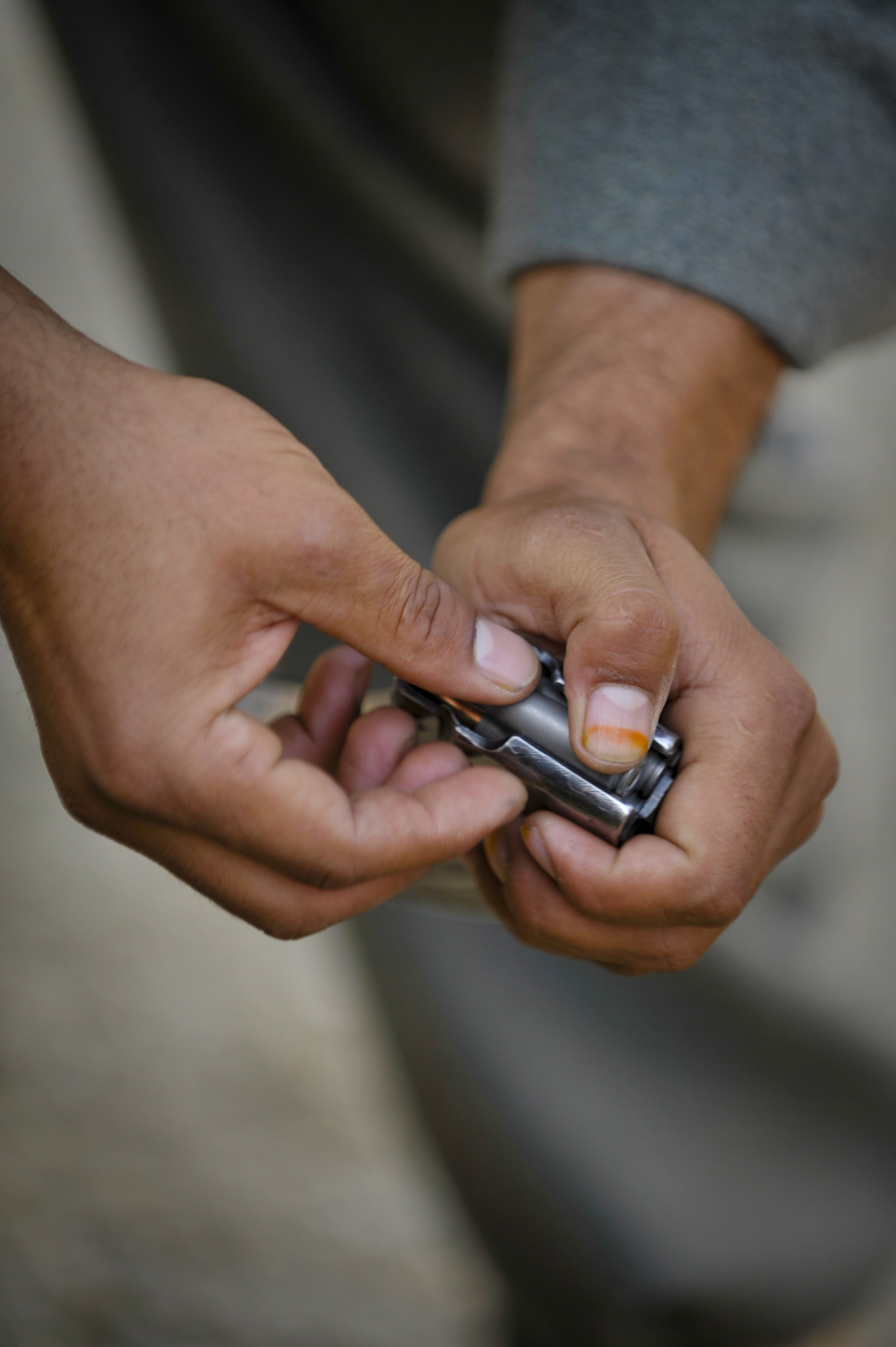
AK 탄창에 7.62×39mm 탄약을 장전하는 모습
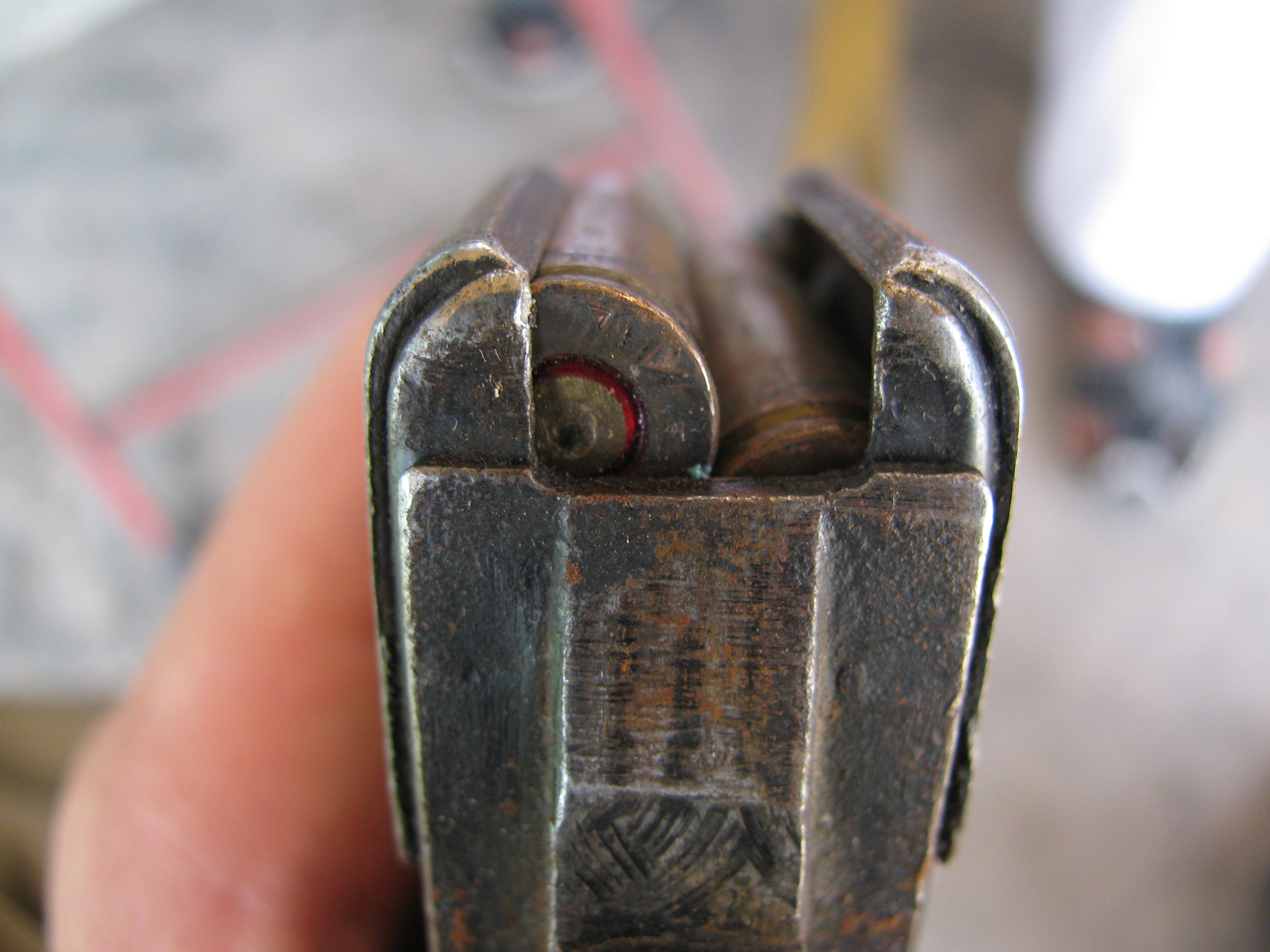
7.62×39mm 탄약을 장전한 AK 탄창

## 같이 보기
- 7.62×39mm 총기 목록
- .220 러시아
- .300 AAC 블랙아웃
- 7.62 mm 구경
- 9 × 39 mm
- 소총탄 목록
- 권총 및 소총탄 테이블

## 추가 자료
- (러시아어) 유리 포노마료프 "탄약의 전기", 칼라시니코프. 무기, 탄약, 장비 2004/8, pp. 10–16
- (러시아어) K. 솔로프예프, “"메들리" for 7.62 심볼” (공장 식별 가이드), 루쥐. 무기 및 탄약 1996/1, pp. 28–33